# Tresckow (ród)

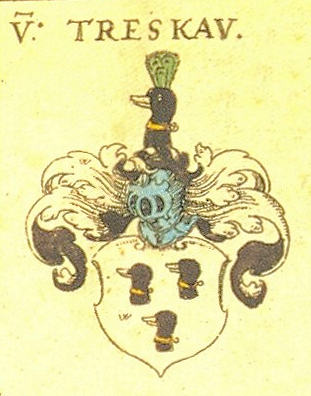
Herb rodu von Treskow z herbarza Johanna Siebmachera z 1605 r.

Ród von Tresckow, pruski ród szlachecki, który do końca XIX wieku posiadał liczne dobra rycerskie w Brandenburgii (szczególnie w Nowej Marchii).

## Treskow czy Tresckow?
Istnieją dwie linie rodziny, które z prawnego punktu widzenia są odrębne. Wynika to z nobilitacji Zygmunta Ottona Treskow w 1797 r., będącego nieślubnym synem Alberta Zygmunta Fryderyka von Treskow. W 1879 roku urząd heraldyczny uznał, że obie rodziny pomimo pokrewieństwa nie są jedną rodziną. Starsza linia, dla odróżnienia od „młodszej” linii, dodała do swego nazwiska „c”.

## Historia rodu

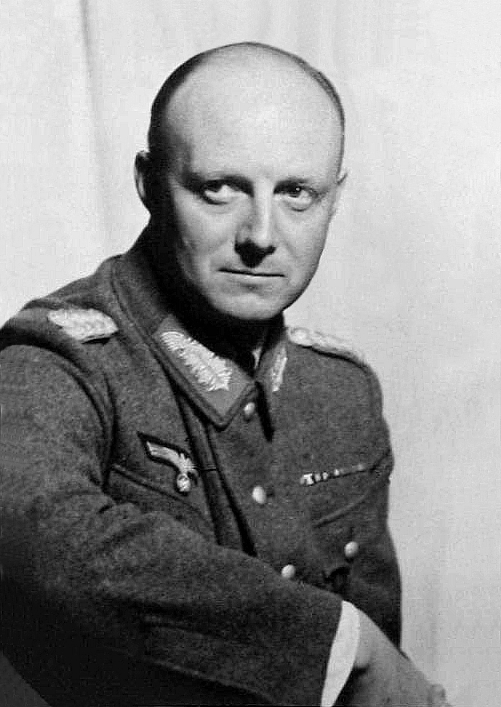
Generał-major Henning von Tresckow, uczestniczył w kilku próbach zorganizowania zamachu na Adolfa Hitlera.

Nazwisko pojawia się po raz pierwszy w dokumencie z 1336 roku, w którym mowa o Hinricusie von Treskowe. Otrzymał on od margrabiego Ludwika posiadłości wokół miasta Rathenow.
Męscy członkowie rodziny bardzo często obierali karierę wojskową, służąc w kawalerii pruskiej. Byli odznaczani Orderem Czarnego Orła oraz żelaznym krzyżem i piastowali wysokie stanowiska urzędnicze.
W XIX wieku rodzina osiągnęła na tyle stabilny status finansowy, że nabyła liczne majątki na terenach powiatu Soldin (niem. Kreis Soldin). Do rodziny von Treskow należały m.in. miejscowości:
- Brwice
- Czartoryja
- Chełm Dolny
- Chełm Górny
- Dolsk

Największym majątkiem był Dolsk, który w latach 1845–1897 należał do Tassilo von Treskowa, królewskiego szambelana i kapitana dragonów pruskich.
Znanym przedstawicielem rodziny jest generał-major Henning von Tresckow, jeden z przywódców zamachu na Hitlera 20 lipca 1944 roku.